# Carena (constelație)
Carena (latină Carina) este o constelație australă, una dintre cele 88 de constelații de pe cerul înstelat. Traversată de Calea Lactee, constelația Carena, deși nu este cea mai mare de pe bolta cerească, posedă un număr destul de important de stele strălucitoare, între care Canopus este a doua, ca strălucire, după Sirius.

## Istoric și mitologie
La origine inclusă de Aratos, apoi de către Ptolomeu  (în Almageste), în imensa Navă Argo, constelația Carena a fost separată de astronomul Nicolas-Louis de Lacaille care a împărțit nava cerească în trei constelații mai mici.

## Obiecte cerești

### Nebuloase,roiuri de stele,galaxii
- IC 2602
- Nebuloasa Carina
- RCW 49
  - Westerlund 2